# Llengua altai
L'altai és una llengua turquesa parlada per unes 70.000 persones a la Federació Russa, concretament a la república de l'Altai (on és llengua oficial juntament amb el rus), al límit entre Rússia, la Xina i Mongòlia. Hi existeixen dos dialectes principals: el septentrional i el meridional. Quan parlem de Gorno-Altai estem identificant el subgrup de llengües parlades a les muntanyes Altai.
L'altai va fer servir l'alfabet llatí entre 1928 i 1938, i des d'aquesta data utilitza l'alfabet ciríl·lic (amb 4 lletres extra afegides: Јј, Ҥҥ, Ӧӧ, Ӱӱ).

## Nombre
Segons el cens del soviètic del 1959 eren 45,300, i d'ells el 88,7% parlaven la llengua materna. En el del 1979 ja eren 60.000, dels quals 50.203 vivien a la regió autònoma. eren uns 71.000 segons el cens soviètic del 1989. D'ells, el 87,2% parlen l'idioma i el 99% viu a la república. Aquesta llengua van ser conegudes com a Oirot (ойрот) abans de 1948.

## Divisió dialectal
Es divideixen en dos grups de dialectes sots dividits en grups seoks (òs):
- Altaics del Nord,[3] potser uns 20.000 dels quals parlen la llengua la meitat (un terç dels altaics), de la branca oriental del grup Uigur-Oguz de les parles turqueses, i que comprenen tres tribus:
  - Tubalars (tuba-kizhi, dish-kizhi 'pobles del bosc') als rius tributaris del Katun' i Biya.
  - Txelkans o Lebedins (chalkandu-kizhi, kuu-kizhi) als marges del riu Lebed.
  - Kumandins (kumandy-kizhi) als marges del Biya
  - Shors (shor-kizhi) als alts marges del Tom i els seus tributaris, al Kondoma i Mrasu (Akmras)
- Altaics del Sud,[4] potser uns 40.000 i dels que parlen la llengua la meitat (dos terços dels altaics), de la branca Kirgiz-Kipchak de les parles turques, que comprenen les tribus:
  - Telengits (telengit, chu-kizhi) a les valls del riu Chu
  - Altai-kizhis, als mitjans del Katun' i tributaris, també coneguts com a Altaics de la Muntanya o Calmucs Blancs o Fronterers, amb els quals estan força connectats. La seva parla ha estat adoptada com a llengua literària.
  - Maimalars (maima-kizhi) a la vall del riu Maima.
  - Telesses o Telosses (tölös) i Ulan-kizhis
  - Teleuts (telengut, telenget), un gran nombre dels quals viuen a l'actual àrea de Kemerovo

## Situació legal
La llengua oficial a la república és el rus, amb l'altaic amb un petit estatut de protecció que el 1991 han intentat fer cooficial. Hi ha un diari en Altai, Altaidyn Cholmony (Estrella d'Altai, 1922). La ràdio local emet dos programes en rus i en altai. Des del 1990 també hi ha una editorial per fer llibres i d'altre material escolar i didàctic en altai Uch-Sumer, dirigida per Vyacheslav S. Torbokov (1956), president a Altai de la Unió d'Escriptors russos.

## Literatura altai
Les lluites amb els xinesos i mongols es reflectiren en la literatura popular: èpiques heroiques, contes, cançons, llegendes i proverbis. En el segle xix l'il·lustrat i missioner M. V. Chevalkov fou molt actiu en el recull de la literatura popular altaica i cap al 1840 els va adaptar l'alfabet ciríl·lic, i entre finals del segle xix i començaments del XX es troben els autors M. Jutkanakov, Sh. Shunekov i N. Uglashev.
Durant els anys 20 es desenvolupà la literatura altaica amb autors com M. V. Mundus-Edokov, autor de La núvia (1927) i Abans i ara (1928), i P. A. Chagat-Strojev (1887-1937), membre del Comité Central del Partit a Altai, amb els poemes L'heroi savi (1926) i Qara Qorum (1929). Durant els anys 30 i 40 el moviment fou continuat per P. V. Kuchijak (1897-1943), autor de La lluita (1932), Cheinesh (1940), Dos guàrdies (1950), el poema Arbachy (1933) i La vall del diable (1945).
Posteriorment destacarien Chalchik Chunizhekov (1898-1973) amb Tuudi (1947), homenatge al skazitel (cantant folklòric) N. U. Ulugashev, i la novel·la Munduzak (1962); A. Sarujeva (1914) i els poemes Syrga (1960) i El meu Altai (1957); S. Surazakov (1925) amb El senyor de les muntanyes (1962); A. Adarov (1932) amb La terra on neix el sol (1964) i Cançons del cor (1958); Ivan Shodoev (1914) veterà de guerra i a utor de contes per a nens. L. Kokyshev (1933) amb la novel·la Arina (1959), i E. Palkin (1934) amb Així és el costum (1959). Alexei G. Kalkin (1925-1998) narrador folklòric i cantant de l'heroi èpic Maadai Kara. El filòlegSazon S. Surazakov (1925-1995) autor dels 10 volums de la sèrie Altai Baatyrlar i recercador de l'obra folklòrica Maadai Kara.